# کولر گازی

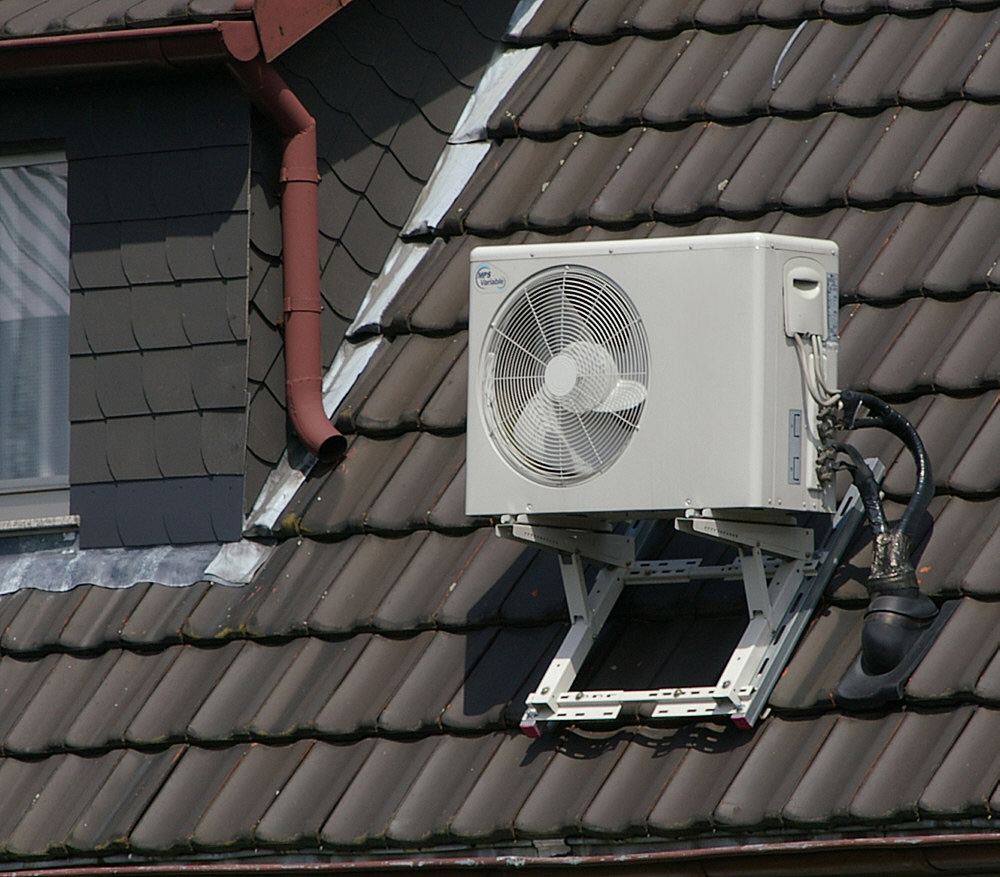
بخش خارجی یا کندانسینگ یونیت یک کولر گازی دوتکه (اسپلیت) - این کولر نیازی به کانال کشی نداشته و توسط دو لوله به بخش داخلی یا اواپراتور نصب می‌شود. سرمایش در اواپراتور ایجاد می‌شود

کولر گازی گونه‌ای دستگاه تهویه است که به کمک سیکل تبرید تراکمی، گرما را از اتاق گرفته و آن را در خارج اتاق دفع می‌کند. در برخی دستگاه‌ها امکان معکوس کردن این سیکل یا چرخه وجود داشته و می‌توان کولر را تبدیل به پمپ حرارتی (به انگلیسی: Heat Pump) کرد و در فصل زمستان از آن برای گرمایش استفاده کرد.
هر دستگاه کولر گازی از چهار جزء اصلی کمپرسور، کندانسور، اواپراتور و شیر انبساط یا لوله مویین تشکیل می‌شود.
در کولر گازی از گازهای مخصوص تبرید، که به آن مبرد می‌گویند، استفاده می‌شود. برخی از مبردهای پرکاربرد شامل R-22 یا R-134a یا R-404 هستند. این گازها در برخی موارد به شدت برای لایه ازون کره زمین مضر بوده و به همین دلیل در حال جایگزینی با گازهایی هستند که برای محیط زیست و لایه ازون مخاطرات کمتری داشته باشد.
کولر گازی توسط ویلیس کریر در سال ۱۹۰۲ میلادی اختراع شد.
برخی کولرهای گازی حاوی واحدی به نام «اینورتر» هستند. «اینورتر درایو» ها یا «درایوهای فرکانس متغیر»، تجهیزاتی هستند که امکان تغییر و تنظیم فرکانس برق ورودی به موتورهای الکتریکی و در نتیجه تنظیم دور و سرعت آنها را فراهم می‌کنند. با تغییر سرعت و دور موتورهای الکتریکی، می‌توان ظرفیت کمپرسور را بسته به نیاز و شرایط تغییر داد. به این طریق زمانی که بار حرارتی در حداکثر نیست، می‌توان دور موتور را کاهش داده و در مصرف انرژی صرفه جویی کرد.

## انواع کولر گازی
کولرهای گازی در مدل‌های مختلفی ساخته می‌شود. از جمله:
- کولر گازی یک تکه یا پنجره‌ای
- کولر گازی دو تکه (اسپلیت)
- کولر گازی پرتابل (قابل حمل)
- کولر گازی ایستاده
- کولر گازی سقفی یا کاستی
- کولر گازی داکت یا کانالی (در این نوع ممکن است گرمایش به صورت کویل آب گرم باشد)
- کولر گازی چند شعبه یا مولتی وی (در ظرفیت‌های 38000 BTU به بالا در دو نوع تک فاز و سه فاز تولید می‌شود)

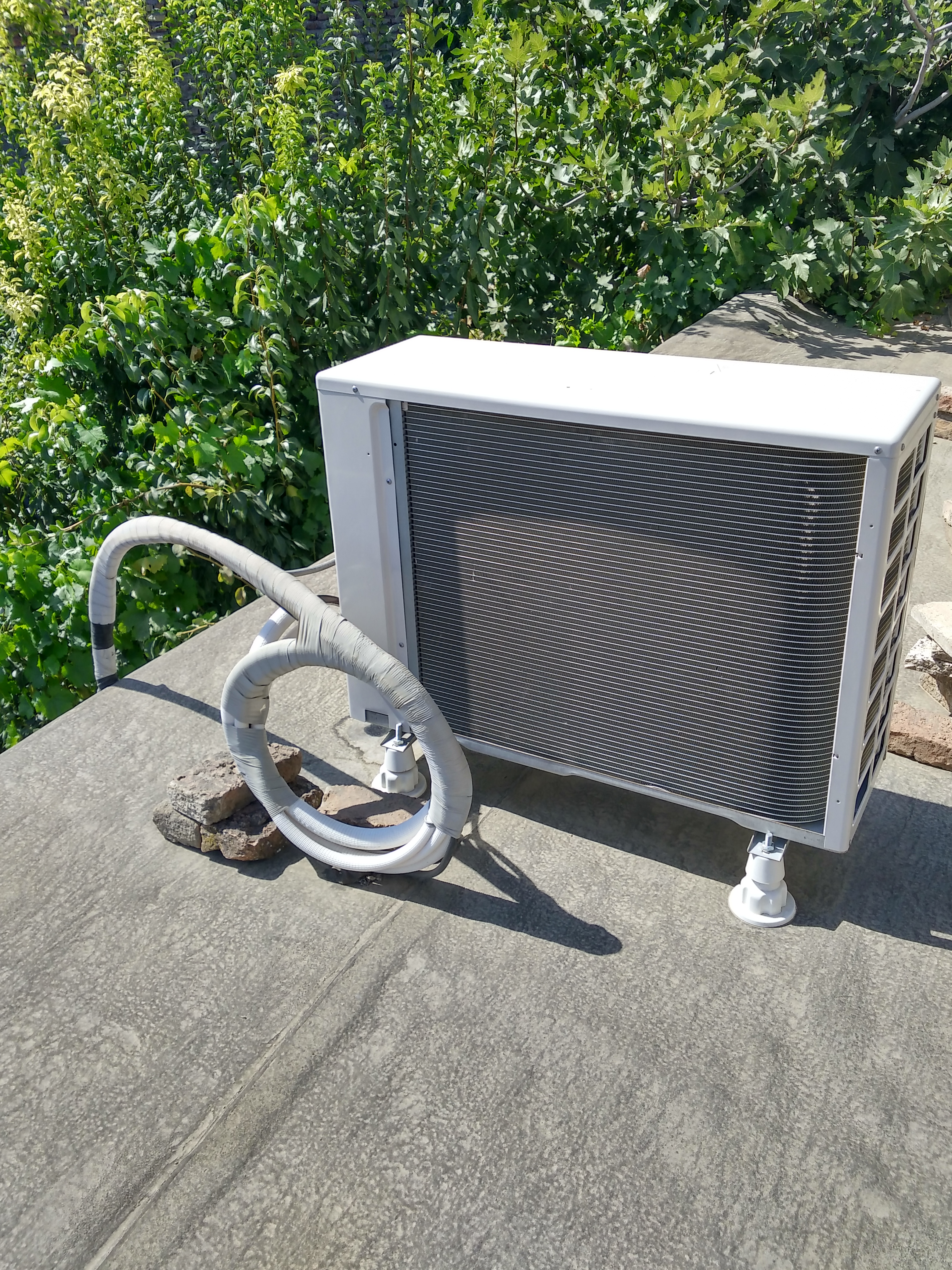
کندانسینگ یونیت یک کولر گازی دو تکه (اسپلیت).

### کولر گازی دوتکه یا کولر گازی اسپلیت
کولر گازی اسپلیت از دو واحد مجزا ساخته می‌شود. یونیت خارجی که «کندانسینگ یونیت» نامیده می‌شود، شامل کمپرسور و کندانسور است که در خارج از ساختمان نصب می‌گردد و یونیت داخلی که واحد تبخیر (اواپراتور) در آن جای دارد در درون ساختمان جای می‌گیرد. یونیت خارجی و یونیت داخلی توسط دو لولهٔ مسی یا آلومینیومی به همدیگر مرتبط می‌شوند. لولهٔ باریکتر، مایع پرفشار را از کندانسینگ یونیت به اواپراتور منتقل می‌کند و لوله با قطر بزرگتر، گاز کم فشار را به کمپرسور منتقل می‌کند. این کولرها معمولاً دارای دستگاه کنترل از راه دور هستند.

### کولر گازی پرتابل
کولر گازی پرتابل یا قابل حمل، در ظرفیت‌های پایین ساخته می‌شود و دارای حالت گرمایش نیز هست. این مدل کولر گازی دارای ریموت کنترل است و به دلیل شکل آن، برای فضاهای کوچک اجاره‌ای یا استفاده موقت استفاده می‌شود. تمام بخش‌های مختلف کولر گازی از جمله کندانسور، اواپراتور و… در یک مجموعه جا گرفته‌اند و در حالت سرمایش، گرمای موتور از طریق لوله خرطومی پشت دستگاه به بیرون انتقال پیدا می‌کند. در نتیجه، این لوله خرطومی باید به پنجره یا منفذی که هوا را به بیرون انتقال می‌دهد وصل گردد. در غیر این صورت، گرمای خارج شده از هوا دوباره از طریق همین لوله خرطومی به فضا برمی گردد و کار تهویه و سرمایش به درستی انجام نمی‌شود. اما در حالت گرمایش، نیازی به این کار نیست. گرمایش در این نوع کولر گازی از طریق هیتر انجام می‌شود که زیاد مقرون به صرفه نیست. اما امکان استفاده از این حالت در کولر گازی پرتابل در نظر گرفته شده‌است.

### کولر گازی ایستاده
کولر گازی ایستاده برخلاف کولر گازی پرتابل دو تکه است، به این معنی که دارای یک واحد خارجی و یک واحد داخلی است. پنل داخلی آن‌ها در داخل قرار می‌گیرد باید توجه داشت که پنل داخلی را نمی‌توان مانند کولر گازی پرتابل حمل و جابجا کرد و پنل خارجی باید در فضای بیرون نصب گردد. کولرهای گازی ایستاده ایرانترم در دو نوع سه فاز و تک فاز (معمولی و اینورتر) تولید می‌شوند.
کولرهای گازی ایستاده معمولاً در ظرفیت‌های ۴۸ هزار BTU به بالا تولید می‌شوند، به همین علت در سالن‌های وسیع و بسیار بزرگ مناسب می‌باشد و استفاده می‌گردد.

### کولر گازی پنجره‌ای
کولر گازی پنجره‌ای شامل کندانسوری است که در انتهای این اتاقک و به سمت بیرون است و یک فن کندانسور در پشت آن است که هوا از طریق آن دمیده می‌شود و به حذف گرما از کندانسور کمک می‌کند. این کولر گازی‌ها به دلیل نداشتن ریموت کنترل و نداشتن حالت گرمایش، کمتر مورد استفاده قرار می‌گیرند.

## فناوری اینورتر
نسل جدید کولرهای گازی، کولرهای گازی دارای «اینورتر» هستند. اینورتر ها که به آن «درایو فرکانس-متغیر» نیز می‌گویند، با تغییر و تنظیم دو پارامتر ولتاژ و فرکانس باعث تغییر سرعت موتور کمپرسور می‌شوند. در سیستم‌های قدیمی، موتور کمپرسور هنگام شروع به کار، به جریان الکتریکی بسیار بالایی نیاز دارد و سپس با رسیدن موتور به دور نامی این جریان اولیه به حدود یک سوم کاهش پیدا می‌کند. با رسیدن اتاق به دمای تنظیم شده، ترموستات کولر فرمان خاموش شدن موتور را به صورت ناگهانی صادر می‌کند. هنگامی که دما بین ۱ تا ۳ درجه سلسیوس افزایش یابد (در حالت گرمایش ۱ تا ۳ درجه کاهش یابد) موتور به صورت ناگهانی دوباره روشن می‌شود. با توجه به مصرف زیاد جریان الکتریکی در هنگام استارت موتورهای الکتریکی، مصرف برق مقدار قابل چشمگیری خواهد بود و با افزایش تعداد دفعات روشن و خاموش شدن موتور این میزان افزایش خواهد یافت.
کمپرسورهای دارای واحدهای اینورتر جریان مستقیم شامل یک درایو فرکانس-متغیر هستند که می‌تواند سرعت راه اندازی و ادامه کار الکتروموتور کمپرسور را (یعنی ظرفیت سرمایش/گرمایش دستگاه) کنترل کنند به این شکل که کمپرسور آهسته راه‌اندازی شده و با نزدیک شدن به دمای تنظیمی سرعت آن کاهش پیدا کرده تا نیازی به روشن و خاموش شدن‌های پیوسته نباشد. یک میکروکنترلر، پیوسته از دمای محیط نمونه برداری کرده و سرعت موتور کمپرسور را کنترل می‌نماید و سیستم به ندرت خاموش و روشن می‌شود تا نیازی به انرژی اولیه استارت نباشد. این کار باعث صرفه جویی مصرف برق و افزایش عمر دستگاه می‌شود.
باید توجه داشت، در شرایطی که دستگاه باید پیوسته با حداکثر ظرفیت کار کند، و تعداد دفعات خاموش و روشن شدن کمپرسور چندان زیاد نیست، هر دو سیستم قدیمی و اینورتور با دور حداکثر کار می‌کنند و در عمل تفاوتی در میزان مصرف انرژی آنگونه که شرکت‌های سازنده ادعا می‌کنند، ندارند.

## کمپرسور کولر گازی
کمپرسور نوعی دستگاه مکانیکی است که گاز کم فشار را به داخل کشیده و آن را متراکم کرده و فشار آن را افزایش می‌دهد. در هنگام افزایش فشار، دمای گاز فشرده شده افزایش می‌یابد. زمانی که این گاز می‌خواهد از داخل کمپرسور خارج شود، با عبور از یک سیستم خنک‌کننده دمای گاز کاهش می‌باید. کمپرسورها از متداول‌ترین و رایج‌ترین دستگاه‌هایی می‌باشند که امروزه در بسیاری از صنایع از جمله در کولر گازی و یخچال و… مورد استفاده قرار می‌گیرد. کمپرسورهای به کار رفته در سیستم‌های تهویه به سه دسته تقسیم می‌شوند:
- کمپرسور رفت و برگشتی یا سیلندر پیستونی
- کمپرسور دوار (روتاری)
- کمپرسور فنری یا چرخشی (اسکرال)[نیازمند منبع]

## چگونگی سرماسازی

نمودار فشار-حجم یک چرخه تبرید

کولرهای گازی مطابق چرخه تراکم-بخار کار می‌کنند. در این چرخه گرما از منبع سرد گرفته شده و در منبع گرم دفع می‌شود. مطابق قانون دوم ترمودینامیک این کار به صورت طبیعی رخ نمی‌دهد و برای انجام آن باید کار فیزیکی انجام داد.

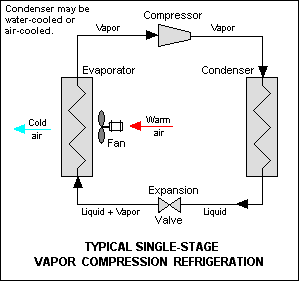
چرخه ساده یک چرخه تبرید تراکمی در سرمایش

داخل یونیت خارجی دستگاه که کندانسینگ یونیت خوانده می‌شود یک کمپرسور گاز، یک کندانسور و یک فن خنک‌کننده وجود دارد که عملکرد آن همانند یخچال و فریزر می‌باشد. کمپرسور، گاز کم فشار دما پایین را از اواپراتور مکش کرده و آن را متراکم می‌کند. با متراکم شدن گاز، دما و فشار آن افزایش می‌یابد. این گاز برای کاهش دما به کندانسور فرستاده می‌شود. با عبور گاز داغ از کویل‌های کندانسور و عبور پر سرعت هوای محیط از روی لوله‌ها توسط فن، این گاز پرفشار تبدیل به مایع پرفشار و نسبتاً داغی می‌شود. با عبور این مایع پرفشار از شیر انبساط یا لوله مویین، فشار و دما به شدت افت کرده و تبدیل به یک مایع کم فشار دما پایین می‌شود. این مایع کم فشار از کویل‌های اواپراتور عبور داده می‌شود و به دلیل پایین بودن نقطه جوشش آن به سرعت گرمای محیط را به خود جذب کرده و تبدیل به گازی کم فشار می‌شود. این گاز کم فشار برای ادامه چرخه دوباره به کمپرسور بازگردانده می‌شود.

## کولر گازی در مقایسه با کولر آبی
کولرهای آبی با بهره‌گیری از مقدار آنتالپی بالای تبخیر آب کار می‌کنند. با تبدیل فاز آب مایع به بخار آب، می‌توان دمای هوای خشک را به شدت کاهش داد. این کار نسبت به تبرید تراکمی انرژی بسیار کمتری مصرف می‌کند. به علاوه کولرهای آبی در مناطقی با آب و هوای بسیار خشک، این مزیت را نیز دارد که با ادامه کارکرد، خشکی هوا را کاهش داده و باعث آسایش بیشتر ساکنان آن می‌شود. هرچه آب و هوا خشک‌تر باشد کارایی و راندمان کولرهای آبی افزایش می‌یابد. کولرهای آبی در مناطق شرجی کارایی چندانی ندارند.
هر کولر آبی بسته به ظرفیت آن به‌طور متوسط بین ۲۶٫۵ تا ۴۵ لیتر آب در ساعت مصرف می‌کند (یعنی در شبانه‌روز مقداری تقریباً معادل ۷۰۰ لیتر). به بیانی ساده، واحدی مسکونی با مساحت ۱۵۰ تا ۱۷۰ متر با کولری به ظرفیت ۷۰۰۰ فوت مکعب در دقیقه، تقریباً ۸۰۰ لیتر آب را در طی شبانه‌روز تبخیر می‌کند.
کولر گازی در صنعت تهویه و تبرید از جایگاه خاصی برخوردار است. زیرا:
- به سرعت از گرمای محیط می‌کاهد و در واقع تهویه مطبوع را حاصل می‌کند، زیرا هم رطوبت، هم دما را کاهش می‌دهد و هم با داشتن فیلتر ذرات معلق در هوا را با فیلتر خود از هوای اتاق جدا می‌کند.
- کولر گازی در محیط‌های شرجی کارایی خود را از دست نداده و مناسب است.
- کولر گازی در واقع یک موتور گرمایی هست که گرما را از محیط سرد به محیط گرمتر یا بیرون انتقال می‌دهد؛ ولی کولر آبی یا کولر تبخیری گرمای محیط را به آب که مجبور به تبخیر می‌شود در کابین کولر انتقال می‌دهد.
- در محیطی که کولر گازی نصب می‌شود مکان باید از محیط بیرون ایزوله باشد؛ ولی در کولر آبی محیط ایزوله معنا ندارد چون کولر آبی باید در محیط بیرون نصب باشد.
- چرخه انتقال گرما در برخی کولرهای گازی می‌تواند معکوس شود و از آن می‌توان به عنوان بخاری نیز استفاده کرد؛ ولی در کولر آبی این امکان وجود ندارد.
- استفاده از کولرهای گازی به عنوان جایگزین کولرهای آبی می‌تواند مانع ورود آلودگی از محیط خارج به داخل ساختمان شود و علاوه بر این هوای داخل نیز مورد تصفیه قرار می‌گیرد.[۱۵]